# Jarosław Szymanek

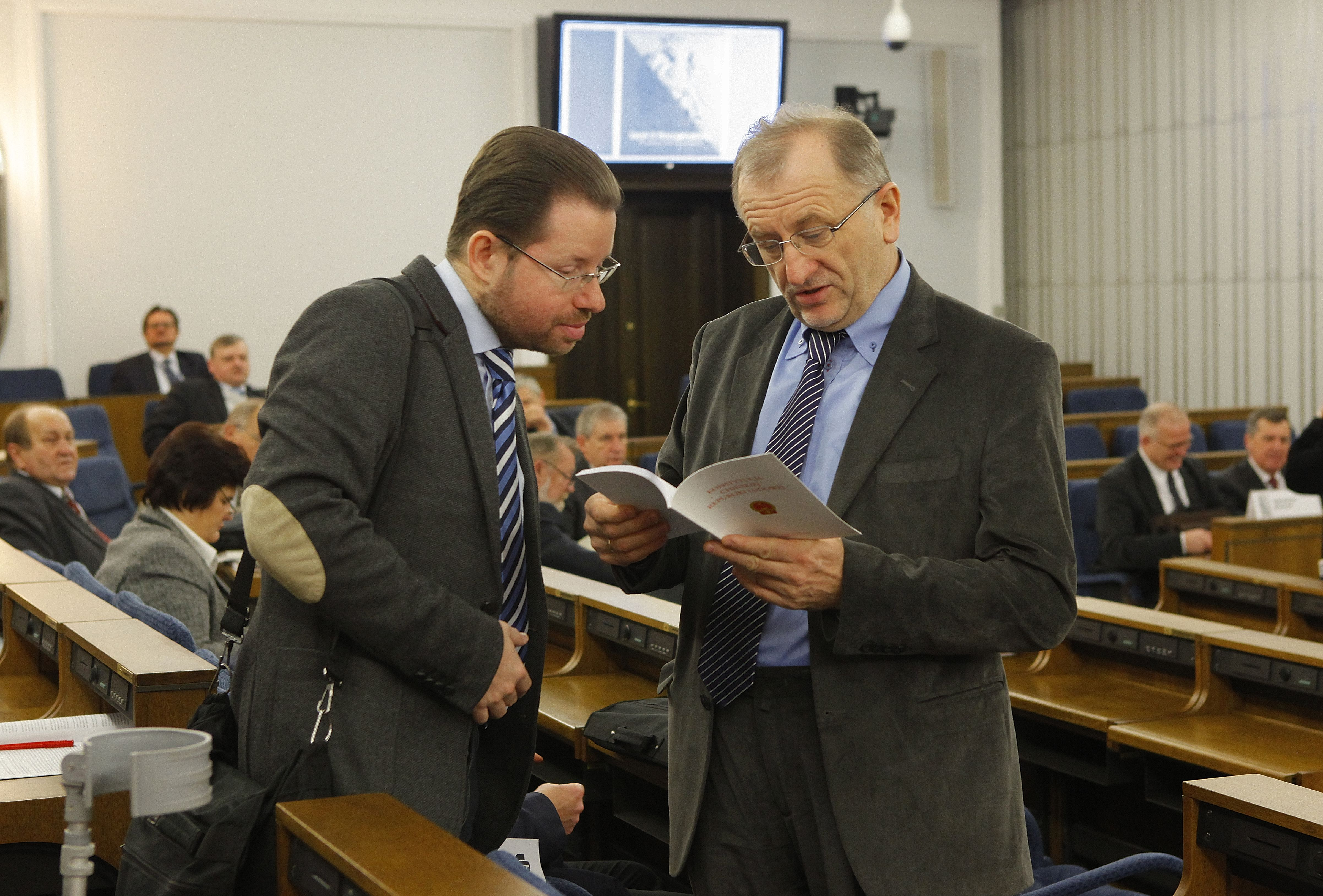
Jarosław Szymanek podczas konferencji Senat w tradycji i praktyce ustrojowej Rzeczypospolitej w Senacie RP (z prawej Stanisław Sulowski)

Jarosław Andrzej Szymanek (ur. 11 września 1973 w Warszawie) – polski politolog, ustrojoznawca, specjalista w zakresie wiedzy o konstytucjonalizmie polskim i obcym, doktor habilitowany nauk humanistycznych.

## Życiorys
W 1999 ukończył studia w Instytucie Nauk Politycznych Uniwersytetu Warszawskiego. W 2004 uzyskał w tej uczelni stopień doktora nauk humanistycznych na podstawie pracy Druga izba parlamentu w europejskim państwie unitarnym (promotor: Tadeusz Mołdawa), a w 2010 stopień doktora habilitowanego w tej dziedzinie, przedstawiając monografię Arbitraż polityczny głowy państwa. Od 2013 do końca czerwca 2018 był profesorem nadzwyczajnym w Instytucie Nauk Politycznych UW.
Po odwołaniu w marcu 2016 wszystkich członków komitetu redakcyjnego „Przeglądu Sejmowego” został członkiem nowo powołanego komitetu redakcyjnego tego czasopisma. Od lipca 2016 pracownik Biura Analiz Sejmowych Kancelarii Sejmu.
30 marca 2016 został powołany przez marszałka Sejmu Marka Kuchcińskiego w skład Zespołu Ekspertów do Spraw problematyki Trybunału Konstytucyjnego, który otrzymał za zadanie podjęcie kwestii powodujących zaistniały w 2015 kryzys wokół TK (zespół złożył raport 1 sierpnia 2016). Został wykładowcą Uniwersytetu Pedagogicznego im. Komisji Edukacji Narodowej w Krakowie i Akademii Wymiaru Sprawiedliwości.
Został ekspertem w Kancelarii Radców Prawnych Szmulik i Partnerzy.

### Plagiat
Za dokonanie plagiatu pracy studentki w opublikowanym pod swoim nazwiskiem artykule „Nowe instrumenty działania francuskiej Rady Konstytucyjnej”, w grudniu 2018 Komisja Dyscyplinarna Uniwersytetu Warszawskiego ukarała go zakazem wykonywania zawodu nauczyciela akademickiego przez rok. Szymanek odwołał się do komisji dyscyplinarnej przy Radzie Głównej Nauki i Szkolnictwa Wyższego, która nakazała ponownie rozpatrzyć sprawę. W drugim orzeczeniu, z lutego 2020, komisja przy UW potwierdziła przewinienie, podwyższając karę zakazu nauczania do dwóch lat. 4 marca Szymanek ponownie odwołał się do komisji dyscyplinarnej przy RGNiSW.
Jak doniosły media, Szymanek ukradł magistrantce 18 stron, dodając od siebie jedynie wtrącenia, krótkie zakończenie i przypisy. W jednym z przypisów umieścił również nieprawdziwą informację, iż tekst ten powstał w ramach realizacji projektu Narodowego Centrum Nauki. Rektor Uniwersytetu Pedagogicznego im. Komisji Edukacji Narodowej w Krakowie powołując się na orzeczenie sądu dyscyplinarnego UW rozwiązał z nim umowę jako nauczycielem akademickim. W czerwcu 2018 utracił zatrudnienie w Uniwersytecie Warszawskim. Został zawieszony w prawach członka redakcji „Przeglądu Sejmowego”.

## Zainteresowania naukowe
Główne obszary zainteresowań: porównawcze prawo parlamentarne; instytucje ustrojowe w porównawczym prawie konstytucyjnym, zwłaszcza parlament i głowa państwa; prawo wyborcze i systemy wyborcze; teoria konstytucjonalizmu; ustrój polityczny Francji; konstytucyjny wymiar stosunków państwo-kościół.

## Główne publikacje
Jest autorem ponad 250 publikacji z zakresu współczesnych ustrojów państwowych, prawa konstytucyjnego oraz stosunków państwo-kościół.
- Izby drugie parlamentu w procesie ustawodawczym, Warszawa 1999
- Kształtowanie składu drugich izb parlamentu (w europejskich państwach unitarnych), Warszawa 2004
- Druga izba we współczesnym parlamencie. Analiza porównawcza na przykładzie europejskich państw unitarnych, Warszawa 2005
- Tradycje konstytucyjne. Szkice o roli ustawy zasadniczej w społeczeństwie demokratycznym, Warszawa 2006
- Ewolucja – dewolucja – emergencja w systemach politycznych (współautor), Warszawa 2007
- Systemy rządów. Dylematy konstytucyjnej regulacji i praktycznej funkcjonalności (współredaktor z T. Mołdawą), Warszawa 2007
- Parlament. Prezydent. Rząd. Zagadnienia konstytucyjne na przykładach wybranych państw (współredaktor T. Mołdawą), Warszawa 2008
- Arbitraż polityczny głowy państwa, Warszawa 2009
- Instytucja prezydenta. Zagadnienia teorii i praktyki na tle doświadczeń polskich oraz wybranych państw obcych (współredaktor z T. Mołdawą), Warszawa 2010.
- Konstytucja V Republiki Francuskiej (tłumaczenie i opracowanie), Warszawa 2011.
- Państwo wyznaniowe. Doktryna, prawo i praktyka (red.), Warszawa 2011.
- System rządów parlamentarnych. Teoria i praktyka (współredaktor), Warszawa 2012
- Ustrój konstytucyjny Kazachstanu, Warszawa 2013.
- Instytucje prawa konstytucyjnego w perspektywie politologicznej (współredaktor), Warszawa 2013.
- Reprezentacja i mandat parlamentarny. Teoretyczne interpretacje przedstawicielstwa politycznego, Warszawa 2013.
- Ustrój polityczny Francji współczesnej (redaktor i współautor), Warszawa 2013.
- Systemy rządów w perspektywie porównawczej (redaktor i współautor), Warszawa 2014.
- Idee, instytucje i praktyka ustrojowa Stanów Zjednoczonych Ameryki, (współredaktor i współautor), Kraków 2014.
- Theory of Political Representation, Frankfurt am Main 2015.
- Niedemokratyczne wymiary demokratycznych wyborów (redaktor i współautor), Warszawa 2016.
- The Parliaments of the Visegrad Group (współredaktor i współautor), Warszawa 2017.

## Członkostwo w korporacjach naukowych
- Polskie Towarzystwo Prawa Konstytucyjnego
- Polskie Towarzystwo Nauk Politycznych
- Polskie Towarzystwo Prawa Wyznaniowego[3]